# José Venâncio Matos
José Venâncio da Silva Matos (Cacia,  29 de Janeiro de 1859) foi um poeta e jornalista português. 

## História
Com 13 anos foi morar para Lisboa onde exerceu as profissões de padeiro e porteiro. 
Escreveu dois livros de poesia: "Cacia, Terra Linda" e "Angeja, Rainha do Vouga". 
O autor descreve, em prefácio, a sua história de vida e publica sonetos e poemas à sua querida região do Vouga, que o viu nascer. 
Foi um dos fundadores do Jornal de Cacia na década de 1920.

## Obras Publicadadas
- - "Cacia, Terra Linda"
  - "Angeja, Rainha do Vouga" (papelaria Fernandes e Cª.)